# Clement Quartey
Clement Isaac „Ike” Quartey (ur. 12 kwietnia 1938 w Akrze, zm. 2 listopada 2024) – ghański pięściarz, który walczył w kategorii lekkopółśredniej, srebrny medalista XVII Letnich Igrzysk Olimpijskich w Rzymie. W 1962 roku podczas VII Igrzysk Imperium Brytyjskiego i Wspólnoty Brytyjskiej zdobył złoty medal w tej samej kategorii wagowej.